# امیر محروس
امیر محروس (انگلیسی: Amir Mahrous؛ زادهٔ ۲۳ ژانویهٔ ۱۹۹۸) بازیکن فوتبال است.
از باشگاه‌هایی که در آن بازی کرده‌است می‌توان به باشگاه فوتبال روبور سیه‌نا اشاره کرد.